# Torymus ochreatus
Torymus ochreatus är en stekelart som beskrevs av Thomas Say 1836. Torymus ochreatus ingår i släktet Torymus och familjen gallglanssteklar. Inga underarter finns listade i Catalogue of Life.